# Supersax
Supersax est un groupe de jazz américain, créé en 1972 par le saxophoniste Med Flory et le bassiste Buddy Clark en hommage au saxophoniste Charlie Parker.

## Discographie
- Supersax Plays Bird (Capitol, 1973)
- Salt Peanuts: Supersax Plays Bird Vol. 2 (Capitol, 1974)
- Supersax Plays Bird with Strings (Capitol, 1975)
- Chasin' the Bird (MPS, 1977)
- Dynamite!! (MPS, 1979)
- Supersax & L.A. Voices: L.A. (Columbia, 1983)
- Supersax & L.A. Voices Vol. 2 (CBS, 1984)
- Supersax & L.A. Voices Vol. 3: Straighten Up and Fly Right (CBS, 1986)
- Stone Bird (Columbia, 1988)
- Live in '75: The Japanese Tour (Hindsight, 1998)
- Live in '75: The Japanese Tour Vol. 2 (Hindsight, 1999)[3]